# Convergència Democràtica de Catalunya
Convergència Democràtica de Catalunya (CDC, deutsch: Demokratische Konvergenz Kataloniens) ist eine in Auflösung befindliche katalanisch-nationalistische und liberale Regionalpartei in Katalonien. Sie trat bei Wahlen von 1979 bis 2015 in dem christdemokratisch-liberalen Parteienbündnis Convergència i Unió mit der Unió Democràtica de Catalunya an. Dieses Parteienbündnis wurde aber im Juni 2015 aufgelöst.
Seit dem 14. Mai 2005 war die CDC Mitglied der Europäischen Liberalen, Demokratischen und Reformpartei, in der 8. Legislaturperiode 2014–2019 stellte sie einen Abgeordneten im Europaparlament, und dies war auch in der vorherigen 6. (2004–2009) und 7. (2009–2014) Legislaturperiode so.
Im Zuge einer weitgreifenden Korruptionsaffäre sprachen sich 67 % der Mitglieder in einer Urabstimmung am 21. Mai 2016 für die Gründung einer neuen Partei und damit für die Auflösung der CDC aus. Diese neue Partei wurde im Anschluss an den letzten Parteitag der CDC am 9. und 10. Juli 2016 unter dem Namen Partit Demòcrata Europeu Català gegründet. Für eine Übergangszeit bleibt die CDC juristisch noch existent.

## Geschichte
Die Partei wurde 1974, also im letzten Jahr der Franco-Diktatur, auf Initiative des Arztes Jordi Pujol gegründet. Zur spanischen Parlamentswahl 1977, der ersten freien Wahl nach dem Tod Francos, trat die CDC zusammen mit weiteren katalanisch-nationalistischen Parteien im Bündnis Pacte Democràtic per Catalunya (PDC, Demokratischer Pakt für Katalonien) an, das entschieden für ein Autonomiestatut für Katalonien eintrat und dessen Spitzenkandidat Pujol war. Eine der verbündeten Parteien, die Esquerra Democràtica de Catalunya (EDC, Demokratische Linke Kataloniens) fusionierte im Juli 1978 mit der CDC. Seit 1979 bestand das Parteienbündnis mit der christdemokratischen Unió Democràtica de Catalunya (UDC) unter der gemeinsamen Bezeichnung Convergència i Unió (CiU). Die ersten demokratischen Regionalwahlen nach Gründung der Autonomen Gemeinschaft Katalonien konnte das Parteienbündnis 1980 gewinnen und regierte durchgehend, teilweise mit Koalitionspartnern, bis 2003. 
Vor den Wahlen 2003 trat Pujol als Präsident der Generalitat de Catalunya zurück, blieb aber noch bis 2012 Parteivorsitzender der CDC. Neuer Spitzenkandidat wurde der CDC-Generalsekretär Artur Mas, der bei den Regionalwahlen im November 2003 zwar die relative Mehrheit erringen konnte, aber keinen Koalitionspartner fand. Bis 2010 war die CDC in der Opposition gegen eine Mitte-links-Koalition aus Sozialisten (PSC), Linksnationalisten (ERC) und Grünen (ICV). Anschließend führte Artur Mas bis 2016 die Regionalregierung, wobei die Convergència i Unió weiterhin keine absolute Mehrheit hatte, sondern auf Tolerierung durch andere Parteien angewiesen war. Auf dem Parteitag im März 2012 beschloss die Partei als Ziel „die volle Souveränität, unseren eigenen Staat“ für Katalonien.
Bei der Wahl zum katalanischen Regionalparlament am 27. September 2015 trat die CDC noch zusammen mit der linken ERC im Wahlbündnis Junts pel Sí an, das für ein Unabhängigkeitsreferendum eintrat. Dieses Wahlbündnis wurde – obwohl lange so geplant – für die Wahl zum spanischen Parlament im Dezember 2015 aber nicht neu aufgelegt. Die CDC trat dort zusammen mit der Partei Demòcrates de Catalunya (Abspaltung der UDC) und der Kleinpartei Reagrupament Independista (die 2011 gemeinsam mit der ERC angetreten war) unter der Bezeichnung Democràcia i Llibertat (DL) an. Das neue Bündnis erreichte aber nur 15,08 % in Katalonien und acht Sitze. Damit blieb es hinter der ERC zurück, die 15,98 % und neun Sitze erreichte.

## 3%-Spendenskandal
Seit dem Jahr 2012 wurde vermutet, dass spanische Firmen, in erster Linie Baufirmen wie ACS, FCC, aber auch Autobahn-Lizenznehmer wie (Abertis), Pharmafirmen (Grupo Ferrer) und Firmen zur Trinkwasserversorgung (Cespa, Sorea) hohe Spendenbeträge an eine der CDC nahestehende Firma, an Trias Fargas zur Parteienfinanzierung zahlten. Die Gesellschaft Trias Fargas, nach dem Palau-Skandal von 2009 in CatDem umbenannt, erhielt in all den Jahren von diversen Firmen meist Gelder in Höhe von 3 % eines staatlichen Auftrags, der von der Regierungspartei CDC vergeben worden war. Somit wird vermutet, dass es sich bei diesen Parteifinanzierungen um ein System der Bestechung und damit Korruption handelt, welches weit in die Jahre zurückreicht und bis heute (2015) beibehalten wurde. Die spanische Anti-Korruptionsbehörde fand im Oktober 2015 Belege für dieses Vorgehen und stützt sich u. a. auf die Aussagen des Präsidenten der Gruppe Ortiz, Joan Maria Pujals, einen ehemaligen Berater der Katalanischen Regierungen unter Jordi Pujol. Die Grupo Ortiz gestand, dass sie 2010, 400.000 Euro an die CDC zahlte, um endlich auch auf dem Katalanischen Bausektor mit Aufträgen bedacht zu werden.
Am 17. Januar 2016 wurde von der Guardia Civil bekanntgegeben, dass sich auf einem Konto der Parteieigenen Stiftung CatDem hohe Summen, die Rede ist von bis zu 3,4 Millionen, an Spendengeldern gefunden wurden. Davon seien Gelder bis zu einer Höhe von fast zwei Millionen als 3 % Spenden aus dem öffentlichen Bausektor eingegangen. Hier wird insbesondere die Baufirma Teyco aus Barcelona genannt, die für Baumaßnahmen im öffentlichen und Infrastruktursektor Bauaufträge von der CDC erhielt.
Am 19. Januar 2016 berichtet die spanische Zeitung El Mundo auf ihrem Online-Portal, dass die Guardia Civil Beträge in Höhe von 2,2 Millionen auf den parteinahen Stiftungen, bei CatDem, Òmnium und Fundació Fòrum Barcelona festgestellt hat. Es wird davon ausgegangen, dass diese 3 % Spendengelder der Baufirmen in erster Linie zur Finanzierung der katalanischen Unabhängigkeitsbewegung dienten. Im Bericht ist eine Tabelle mit Angaben der Firmen und Spendensummen. Aufgeführt werden Bluegreen Village, Teyco, Copista Constructora Pirinaica, Grup Soler Constructora, Soler Energy Services, Soler Global Services und Electromecánica Soler.

Inzwischen wurde bekannt, dass durch großzügige Spenden eines Katalanischen Unternehmers an die Parteinahe Stiftung CatDem der Convergència Democràtica de Catalunya (500.000,- EUR) und an die UDC (100.000,- EUR) dieser im Gegenzug Aufträge der öffentlichen Hand erhielt. Gustavo Buesa, in Katalonien auch als der katalanische Müllkönig bekannt, wurde am 13. Juli 2016 aufgrund der gegen ihn erhobenen Vorwürfe von der Guardia Civil und Antikorruptionsbehörde festgenommen. Er steht auch im Zusammenhang mit der gegen die Familie Pujol erhobenen Korruptionsvorwürfen.
Am 8. März 2017 berichten spanische Medien, dass der ehemalige Präsident des Palau de la Mùsica (Palast der katalanischen Musik) Felix Millet vor Gericht aussagte, dass Ferrovial zur illegalen Parteifinanzierung an die Partei hohe Summen spendete und im Gegenzug dafür öffentliche Bauaufträge erhielt. Bestätigt wurde dieses illegale Procedere vom Finanzvorstand des Palau, Gemma Montull, der Tochter des ehemaligen Verwaltungsdirektors. Die Bestechungssummen in Höhe von 4 % wurden aufgeteilt: 2,5 % für die Partei und den Rest teilten sich der ehemalige Verwaltungsdirektor Jordi Montull und Felix Millet. Auf die Frage des Gerichts, weshalb 4 % früher seien doch 3 % gezahlt worden, antwortete Montull, weil die Partei mehr Geld verlangt habe. So seien insgesamt 3,7 Millionen aus dem Etat des Palau de Música in Bar an die Schatzmeister der CDC ausbezahlt worden.

## Verurteilungen
Am 15. Januar 2018 wurde das Strafmaß im Caso Palau bekanntgegeben: Die CDC wurde zur Rückzahlung von 6,6 Millionen Euro verurteilt, die diese als irreguläre Spenden von Ferrovial im Gegenzug für staatliche Bauaufträge erhalten hatte. Daniel Osàcar, der ehemalige Schatzmeister der CDC, wurde zu vier Jahren und fünf Monate Gefängnis wegen Geldwäsche, fortlaufender Vetternwirtschaft und gefälschter Bilanzen verurteilt. Noch im Juli desselben Jahres wurde die CDC durch den Staatsanwalt José de la Mata der Audiencia Nacional, der den 3% Skandal untersucht hatte, wegen Vetternwirtschaft, Korruption und Geldwäsche angeklagt.

## Wahlergebnisse
| Wahl                | Stimmen | %   | Mandate |
| ------------------- | ------- | --- | ------- |
| Parlamentswahl 2016 | 483.488 | 2,0 | 8 / 350 |